# Klaratunneln
Le Klaratunneln (en français « Tunnel de Klara ») est un tunnel routier à Stockholm en Suède.

## Situation
Le tunnel de Klara est un tunnel routier dans la ville de Stockholm qui se compose de deux branches ; une branche plus courte qui s'étend entre Tegelbacken et Sveavägen (500 mètres de long) et une branche plus longue de Tegelbacken à Mäster Samuelsgatan (850 mètres de long).
En octobre 1976, le tronçon Tegelbacken – Sveavägen est inauguré et en juin 1979, la branche orientale vers Mäster Samuelsgatan est inaugurée. Le tunnel a été l'un des derniers projets de trafic du Norrmalmsregleringen à être mis en œuvre à Stockholm.
Le tunnel a reçu son nomen 1966 et passe sous Sergels torg, Brunkebergstorg et les îlots urbains Wahrenberg et Elefanten dans le quartier de Norrmalm.

## Contexte
La création du tunnel de Klara est liée aux discussions autour de l'extension de Sveavägen vers le sud. La question de savoir si Sveavägen devait être prolongée directement vers le sud jusqu'à Gustaf Adolfs torg ou reliée au futur pont central de Tegelbacken avait préoccupé les politiciens, les architectes et les experts en circulation dès les années 1920.
Tage William-Olsson, créateur de Slussen, est un architecte qui s'est profondément impliqué dans la gestion du trafic du sud de Norrmalm dans les années 1930 et 1940. Encouragé par le succès du rond-point de Slussen, il a présenté un certain nombre de propositions sur la manière dont le trafic pourrait être dirigé de Centralbron et Tegelbacken vers Sveavägen, et de Tegelbacken vers Nybroplan.
L’un des projets les plus importants était celui d’un lien entre Tegelbacken et Nybroplan. Dans cette proposition, une voie de circulation serait empruntée depuis Stadshusbron sur la voie ferrée, continuerait dans un Herkulesgatan élargi avec une branche de tunnel vers Sveavägen et une branche de tunnel directement vers l'est, où Kungsträdgården serait traversé sur un viaduc et connecté à Strandvägen.
Non seulement les salons de Berne et l'église catholique Sainte-Eugénie étaient en danger, mais une grande zone le long de Herkulesgatan devait également être démolie.
Dans le plan d'urbanisme de 1946, le conseil municipal de Stockholm a choisi de poursuivre avec l'alternative préparée par le bureau d'urbanisme de la ville de Stockholm.
La Sveavägen s'arrêterait à Sergels torg et le trafic serait dirigé vers un tunnel en direction de Tegelbacken. La décision de principe de la ville a été développée dans le plan d'urbanisme 62.
Dans City 62, comme le plan était appelé, une branche vers l'est a également été ajoutée qui se terminerait à Jakobsbergsgatan.
De là, le trafic pourrait atteindre à la fois Stureplan et Kungsträdgården via Norrlandsgatan ou tourner légèrement vers le sud et arriver sur un Mäster Samuelsgatan surélevée et élargie qui le mènerait à Östermalm via des ponts sur Norrlandsgatan et Birger Jarlsgatan.
Dans le plan d'urbanisme 67, les plans ont été légèrement modifiés.
Il a été décidé qu'à partir de l'entrée/sortie du tunnel Klara de Jakobsbergsgatan, il serait possible de  conduire tout droit vers l'est pour atteindre Östermalm.
Jakobsbergsgatan serait plutôt élargie et surélevée et continuerait sur un pont au-dessus de Birger Jarlsgatan.
L'ensemble du tunnel Klara a été inclus dans la phase de construction 2, qui comprenait les îlots urbains au sud de Sergels torg avec la Riksbankshuset, la Kulturhuset et les quartiers gouvernementaux. La construction de la phase 2 devait commencer au début de 1968.

## Galerie

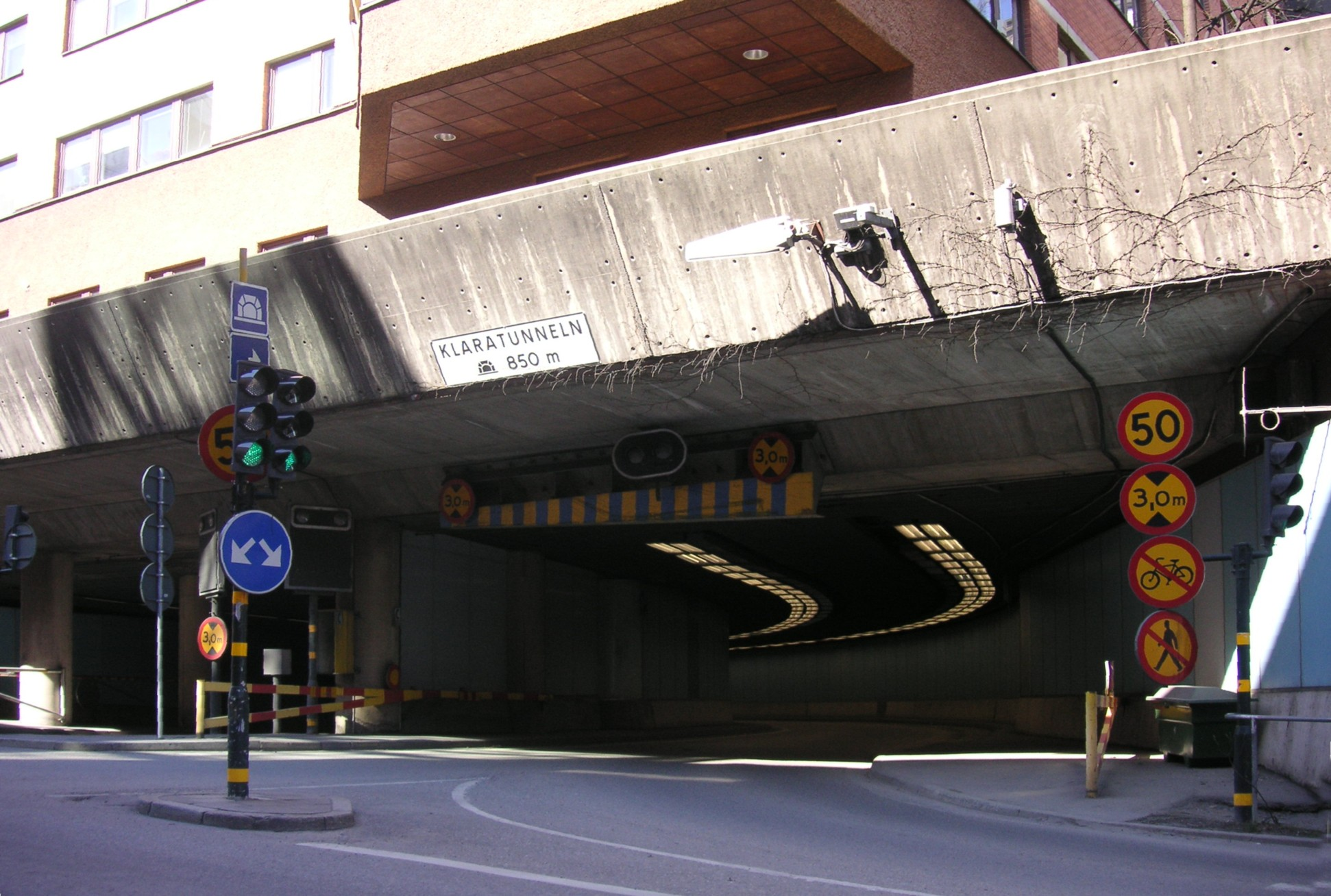
Entrée du tunnel depuis Mäster Samuelsgatan..
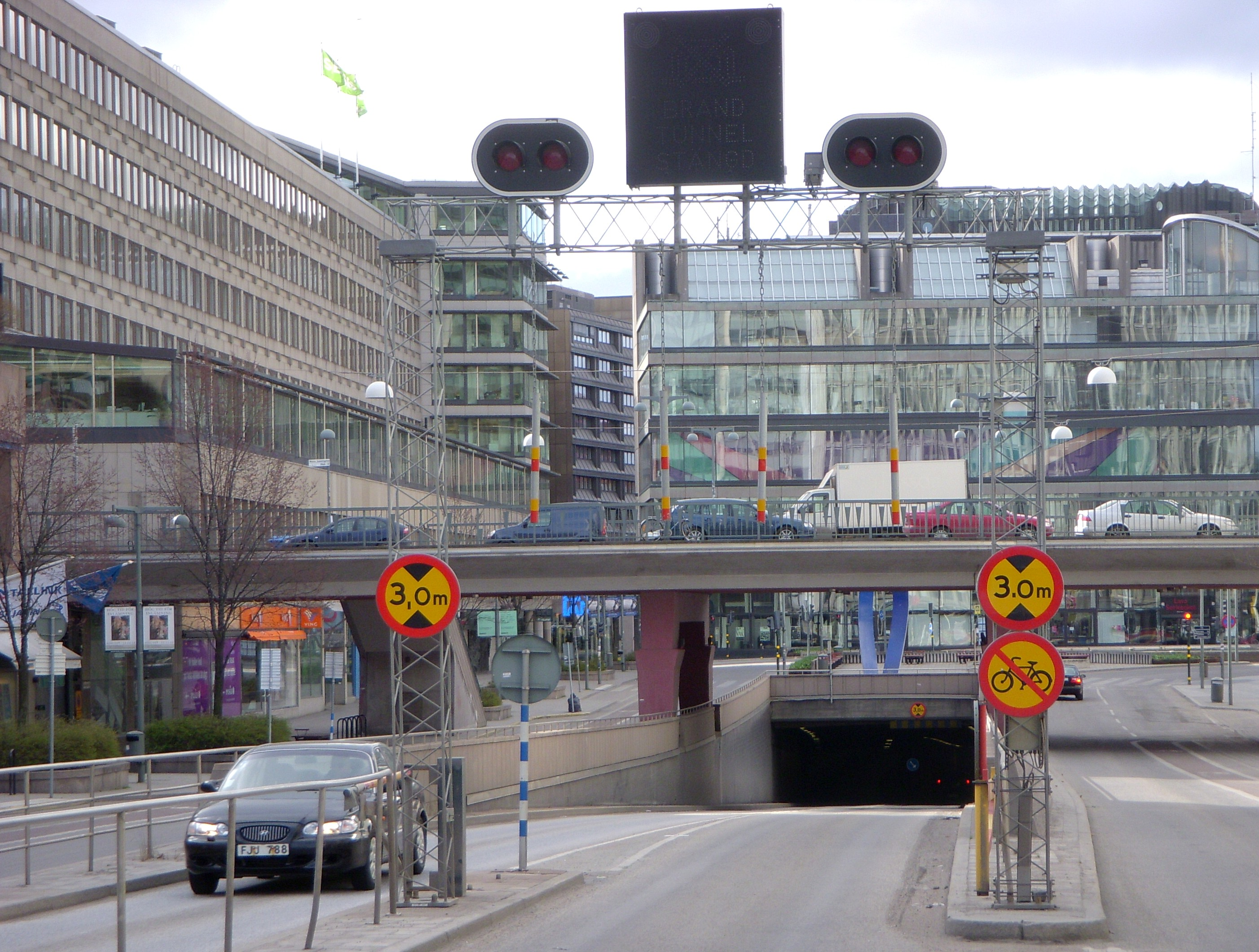
Entrée du tunnel depuis Sveavägen.
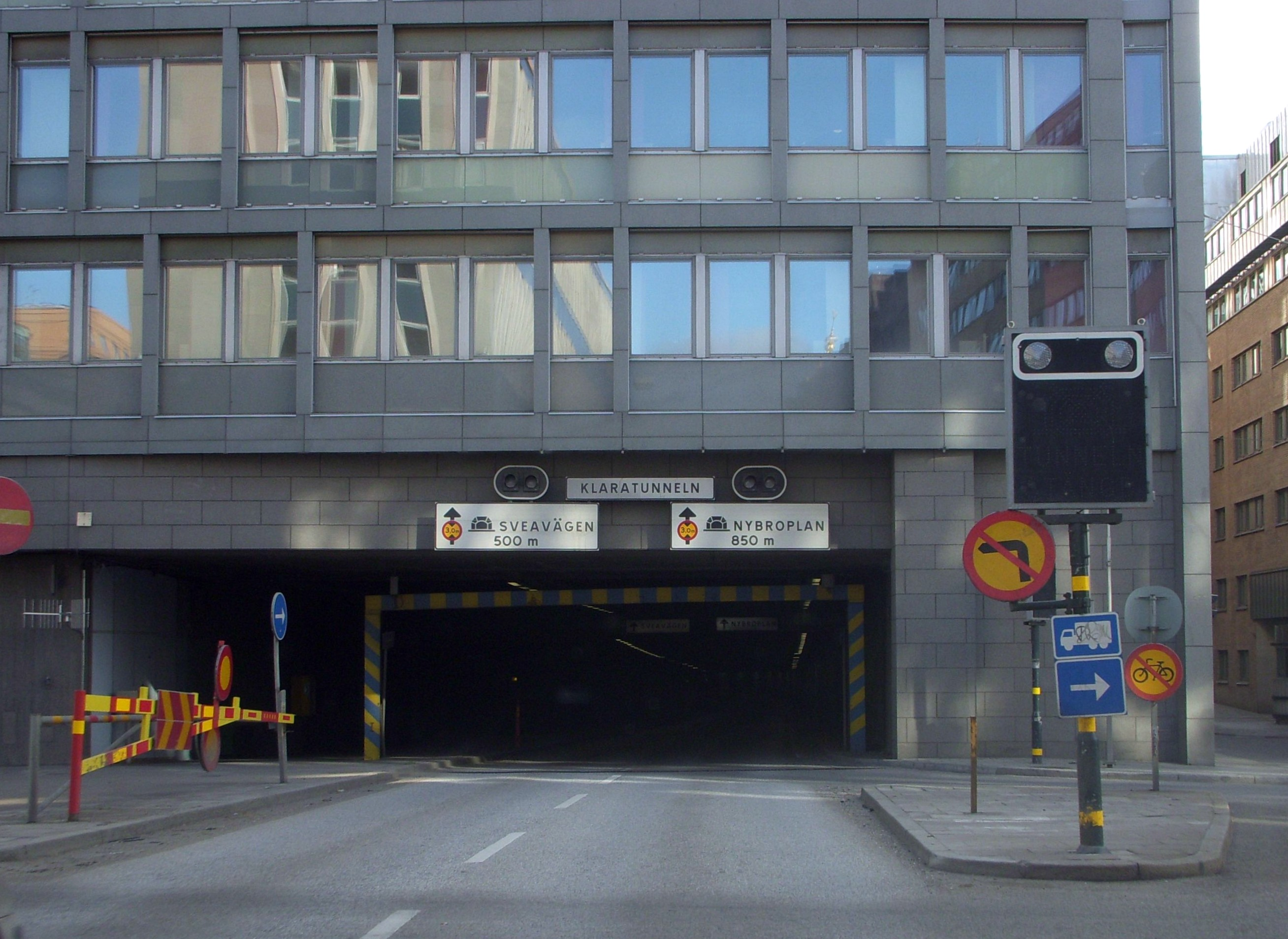
Entrée du tunnel depuis Centralbron.
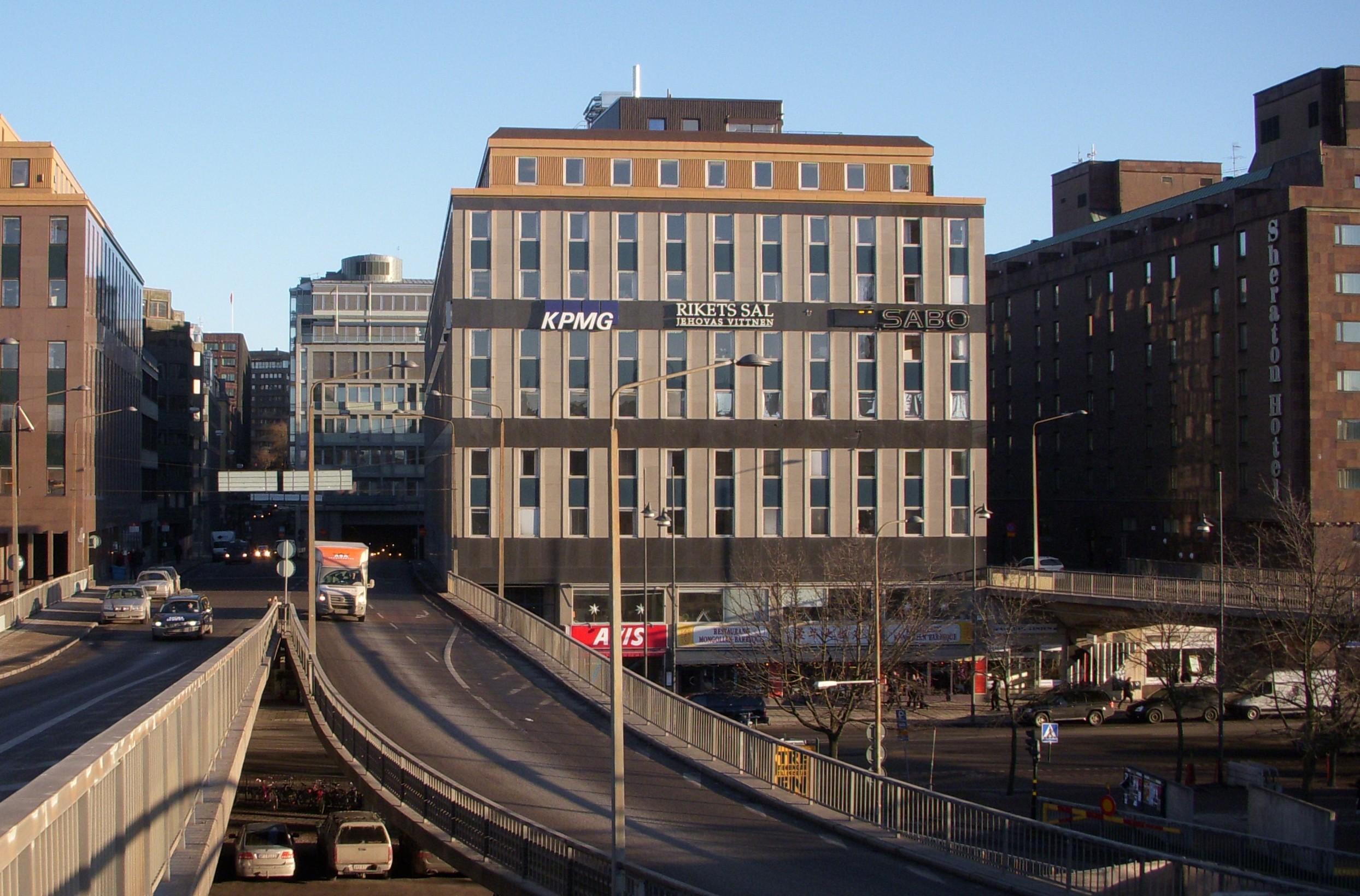
La rampe de sortie au-dessus de Vasagatan.